# Metanilgeel
Metanilgeel (Acid Yellow 36) is een azokleurstof die in de titrimetrie gebruikt kan worden als pH-indicator. In zuivere toestand is het een oranjegeel poeder. Een oplossing in water van metanilgeel verandert in het omslaggebied van pH=1,2 tot 2,3 van rood (zure kleur) naar geel (basische kleur).
Metanilgeel kan ook aangewend worden voor histologische kleuring en het mag gebruikt worden om verwerkt voedsel of drank te kleuren.